# Нефтяной источник Симсир
Нефтяной источник Симсир — гидрогеологический памятник природы, расположенный в Ножай-Юртовском районе Чечни на северо-западной окраине селения Симсир в балке ручья правого притока реки Ярыксу. Нефть сочится из обнажений чокракского кварцевого песчаника высотой около семи метров. Источник используют местные жители в лечебных целях. Содержит органические вещества и микроэлементы.
С 2006 года имеет статус особо охраняемой природной территории республиканского значения.